# Aquacare Halen
L'Aquacare Halen (anciennement Schuvoc Halen) est un club de volley-ball belge, évoluant au plus haut niveau national que représente la Ligue A pour cette saison 2010-2011.

## Histoire
Il fut fondé en 2002 lorsque les clubs Schuvoc Herk-de-Stad et Halen VC décidèrent de fusionner pour former le Schuvoc Halen qui sera rebaptisé en 2007 Aquacare Halen selon le nom d'un sponsor et en 2012 Soleco Herk-de-Stad.

## Palmarès
À ce jour, ce club n'a encore remporté aucun trophée majeur.

## Effectif pour la saison2010-2011
Entraîneur : Johan Isacsson  Suède et entraîneur-adjoint : Guy Hoeyberghs  Belgique
| Numéro | Nom                  | Taille | Nationalité |
| 1      | Dries Koekelkoren    | 1,90   | Belgique    |
| 2      | Jelle Van Jaarseveld | 2,05   | Pays-Bas    |
| 3      | Wannes Rosiers       | 2,00   | Belgique    |
| 4      | Hans Goverde         | 2,00   | Pays-Bas    |
| 5      | Wout Gielens         | 2,00   | Pays-Bas    |
| 8      | Ignacio Forasterio   | 1,78   | Argentine   |
| 9      | Davy Vaes            |        |             |
| 10     | Linus Tholse         | 1,96   | Suède       |
| 11     | Dirk Luyten          | 1,93   | Belgique    |
| 13     | Tom Van Walle        | 1,98   | Belgique    |
| 15     | Daan Van Den Eynde   | 2,02   | Belgique    |
| 17     | Aljosa Urnaut        | 2,02   | Belgique    |